# City of Ghosts
City of Ghosts è un film del 2002 diretto da Matt Dillon, interpretato dallo stesso Dillon e James Caan.

## Trama
Indagato per una truffa assicurativa finita male, il giovane truffatore newyorkese Jimmy Cremmins scappa dagli Stati Uniti e trova rifugio in Cambogia, sulle tracce del suo maestro Marvin che è fuggito via portando con sé il bottino.

## Distribuzione
È stato presentato in anteprima il 10 settembre 2002 al Toronto International Film Festival; è uscito nelle sale italiane il 6 giugno 2003.